# Goniophlebium demersum
Goniophlebium demersum är en stensöteväxtart som först beskrevs av Guido Georg Wilhelm Brause, och fick sitt nu gällande namn av Rödl-linder. Goniophlebium demersum ingår i släktet Goniophlebium och familjen Polypodiaceae. Inga underarter finns listade.